# Alain Resnais
Alain Resnais (Vannes, 1922. június 3. – Párizs, 2014. március 1.) BAFTA- és ötszörös César-díjas francia filmrendező.

## Életpályája
Gyermekkorában amatőrfilmeket készített. Később színész akart lenni. Készített két amatőr játékfilmet 1946-ban, az egyiket Gérard Philipe, a másikat Danièle Delorme főszereplésével, ezek azonban elvesztek. Másfél évet tanult filmfőiskolán és közben sikeres rövidfilmeket készített. Első nagyjátékfilmje, a Szerelmem, Hirosima (1959) világhírűvé tette. A film Oscar-díjra volt jelölve 1959-ben.
Következő filmje, a Tavaly Marienbadban (1960) továbbmegy a filmnyelv átalakításának útján. Ezt követte a Muriel, (1963) majd A háborúnak vége (1965; írta: Jorge Semprún, fsz.: Yves Montand). 1978-ban a Gondviselés című filmjéért átvehette a legjobb rendezőnek járó César-díjat (a film összesen hét Césart kapott). 1994-ben a Dohányzó / Nem dohányzó, 1998-ban pedig a Megint a régi nóta című filmjeit ismerték el "César-esővel", mindkét esetben megkapta a legjobb rendezőnek járó díjat is.
Resnais filmnyelvi újításaitól egyenes út vezet Andrej Tarkovszkijhoz (pl.: Tükör).

## Filmjei
- Van Gogh (1948)
- Guernica (1950)
- Gauguin (1950)
- Sötétség és köd (1956)
- A világ emlékezete (1956)
- Párbeszéd (1956) (editor)
- Szerelmem, Hirosima (1959)
- Tavaly Marienbadban (1961)
- Muriel (1963)
- A háborúnak vége (1966) La guerre est finie
- Távol Vietnamtól (1967)
- Szeretlek, szeretlek! (1968)
- Stavisky (1974)
- Gondviselés (film) (1977)
- Amerikai nagybácsim (1980)
- Az élet kész regény (1983)
- Halálos szerelem (1984)
- Melodráma (1986)
- Haza akarok menni (1989)
- Smoking/No smoking (1993)
- Megint a régi nóta (1997)
- Nem kell a csók (2003)
- Coeurs (Szívek, 2006)
- Les herbes folles (2009)

## Díjai
- Rövidfilmes Oscar-díj (1948)
- Golden Globe-díj (1952) Pictura
- Jean Vigo-díj (1954, 1956)
- velencei Arany Oroszlán díj (1958, 1961)
- a francia filmkritikusok díja (1960, 1962, 1967, 1978, 1981, 1994, 1998, 2007)
- BAFTA-díj (1961) Szerelmem, Hirosima
- Louis Delluc-díj (1966, 1993, 1997)
- Bodil-díj (1978) Gondviselés
- César-díj (1978, 1994, 1998)
- a cannes-i zsűri különdíja (1980) Amerikai nagybácsim
- Cannes-i fesztivál – FIPRESCI-díj (1980, 2007)
- Sant Jordi-díj (1981) Amerikai nagybácsim
- Luchino Visconti-díj (1987)
- David di Donatello-díj (1987)
- Pasinetti-díj (1989) Haza akarok menni
- Méliès-díj[19] (1994, 1998)
- berlini Ezüst Medve díj (1994, 1998)
- velencei életműdíj (1995)
- Ezüst Szalag díj (1995)
- Turia-díj (1999) Megint a régi nóta
- a cannes-i fesztivál Trófeája (2002)
- Arany Csillag filmnek (2004) Nem kell a csók
- Lumières-díj (legjobb rendező) (2004) Nem kell a csók
- Ezüst Oroszlán-díj (2006) Szívek
- Arany Csillag rendezőnek (2007) Szívek
- Arany Hintó (2014)[20]

## Szakirodalom
- Bikácsy Gergely: Bolond Pierrot moziba megy - a francia film ötven éve (Budapest, 1992, Héttorony Könyvkiadó - Budapest Film)
- Alain Resnais: Tavaly Marienbadban (1960-61) (ford. Vígh Árpád; in: Nemeskürty István (szerk.): Édes élet - forgatókönyvek 1961-1969 II. kötet; Budapest, 1970, Gondolat pp. 5–112.)
- Hamar Péter: ...tavaly Marienbadban... Kísérlet egy filmtitok megfejtésére; Kölcsey Társaság, Fehérgyarmat, 2000